# Grutrecht

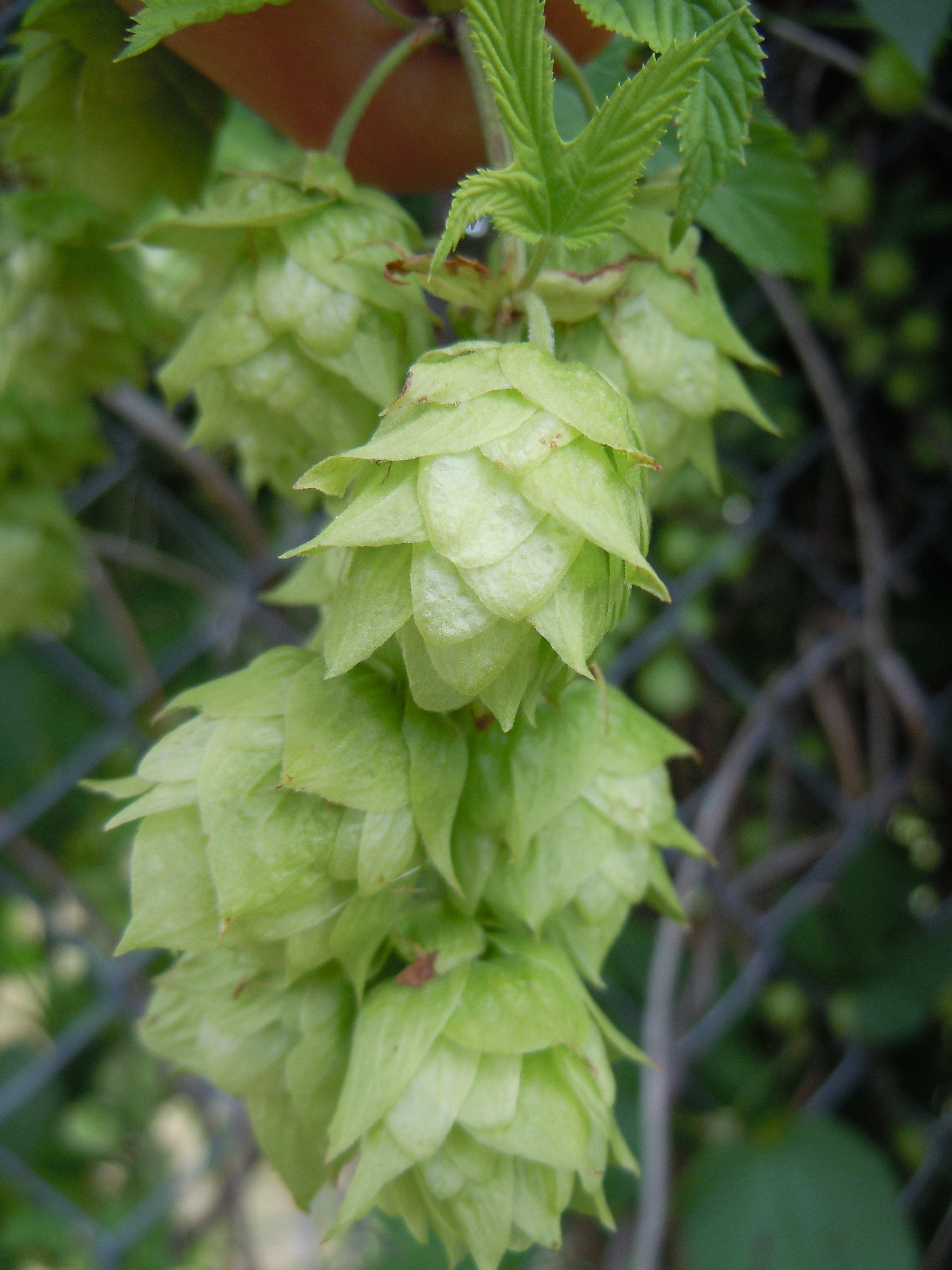
El uso de lúpulo (Humulus lupulus) fue posterior al gruit (mezcla de hierbas), ambos saborizantes estuvieron grabados desde los impuestos locales.

Grutrecht (denominado también Gruitrecht o Braurecht, Braugerechtigkeit, Braugerechtsame) fue una ley medieval que regulaba la recaudación de impuestos al consumo de la cerveza en Alemania. El gruit era una mezcla de hierbas característica, única, y secreta que se vertía durante la elaboración de la cerveza con el objeto de saborizarla. Cada productor de cerveza compraba esta mezcla (gruit) pagando un impuesto en proporción a su producción. 

## Historia
Antes de generalizar el uso del lúpulo (Humulus lupulus) como saborizante en la elaboración de la cerveza, se empleaban mezclas de hierbas. La marca característica del sabor de una cerveza medieval era precisamente este conjunto de hierbas con la que saborizaban. Esta mezcla, cuya composición se encontraba en propiedad del señor, del ayuntamiento, o de un grupo de artesanos,  permitía identificar su uso. Aparece el establecimiento de esta imposición fiscal en la documentación como materium cerevisae a comienzos del siglo X durante el reinado del emperador italo-alemán Otto II.